# تپه زیر برج
تپه زیر برج مربوط به عصر برنز - سده‌های متاخر دوران‌های تاریخی پس از اسلام است و در شهرستان ملایر، بخش سامن، دهستان حرم رود سفلی، روستای اسکنان واقع شده و این اثر در تاریخ ۲۶ اسفند ۱۳۸۷ با شمارهٔ ثبت ۲۶۱۵۹ به‌عنوان یکی از آثار ملی ایران به ثبت رسیده است.